# Christiane Berg

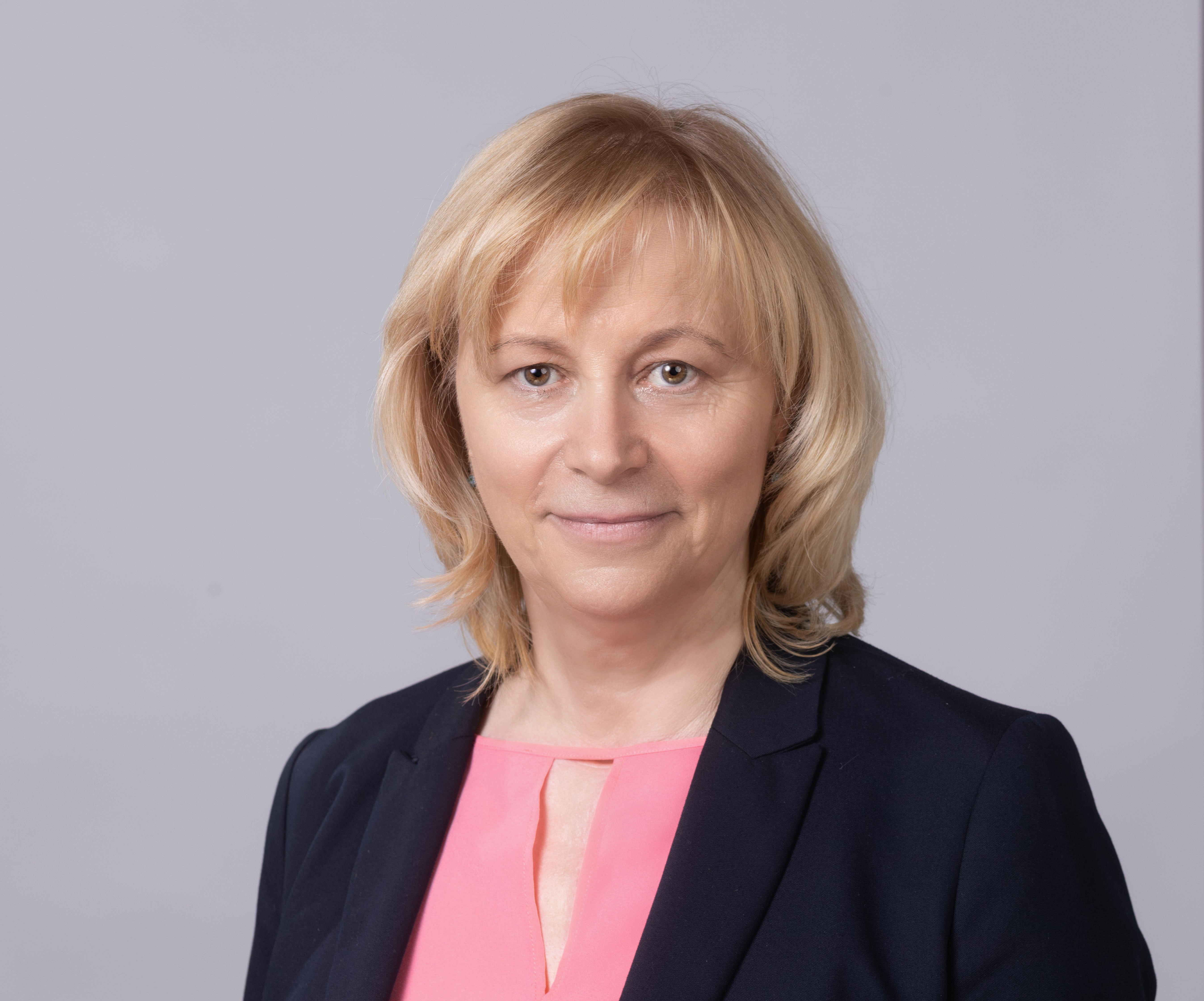
Christiane Berg 2021

Christiane Berg (* 24. Dezember 1957 in Eilenburg, DDR) ist eine deutsche Agraringenieurin und Politikerin (CDU). Seit 2016 ist sie Abgeordnete des Landtags von Mecklenburg-Vorpommern.

## Leben
Berg absolvierte ein Studium mit dem Abschluss als Diplom-Agraringenieurin (FH), Fachrichtung Tierzucht. Sie arbeitete bis September 2016 als Angestellte in der Verkaufsberatung der Roland Berg Büro- und Objekteinrichtung mit Sitz in Groß Stieten.
Berg ist Mitglied im Kreisvorstand der CDU Nordwestmecklenburg und seit 2011 Mitglied im Kreistag des Landkreises Nordwestmecklenburg. Bei der Landtagswahl im September 2016 trat sie als Direktkandidatin der CDU im Wahlkreis 28 (Nordwestmecklenburg II) an. Sie erreichte einen Anteil von 20,5 % der Erststimmen und wurde über die Landesliste ihrer Partei in den Landtag von Mecklenburg-Vorpommern gewählt. 2021 wurde sie erneut in den Landtag gewählt.
Berg ist ehrenamtliches Mitglied der Freiwilligen Feuerwehr Groß Stieten, Mitglied des Vorstandes der „Kinderwelt e. V.“ Wismar, Mitglied der MIT MV.
Christiane Berg ist verheiratet und hat zwei Kinder.